# Lidderdale (Iowa)
Lidderdale – miasto w Stanach Zjednoczonych, w stanie Iowa, w hrabstwie Carroll. W 2000 roku liczyło 186 mieszkańców.